# Anne Hutchinson
Anne Hutchinson (juillet 1591, juillet 1643) est une puritaine dissidente de la Colonie de la baie du Massachusetts. Mère de 15 enfants, elle est une figure importante des pèlerins dissidents face au clergé puritain et elle a participé à un schisme théologique puritain en Nouvelle-Angleterre grâce à sa popularité et son charisme. Elle sera finalement condamnée à quitter la colonie de la région de Boston avec de nombreux adeptes.

## Biographie
Elle est née Anne Marbury à Alford dans le Lincolnshire en Angleterre le 20 juillet 1591. Son père est Francis Marbury, un pasteur anglais, qui était habitué à contredire les vues de ses supérieurs à propos de l'éducation du clergé, ce qui lui valut d'être emprisonné plusieurs années avant la naissance d'Anne. Elle est la troisième des quinze enfants que Francis eut de  Bridget Dryden, jeune fille issue d'une famille notable de Northampton. Anne reçoit une éducation puritaine anglicane. En 1605, sa famille déménage à Londres. Elle se marie le 9 août 1612 à l'âge de 21 ans avec William Hutchinson, un marchand de Londres, connaissance de la famille. Le couple retourne alors vivre dans leur village d'origine.
Anne Hutchinson affirme que la Bible peut être interprétée individuellement, par elle comme par toute personne ordinaire, et rassemble autour d’elle, à Boston, un groupe de plus de soixante personnes. Bien qu'elle gagne d'abord à sa cause le pasteur John Cotton de Boston, son inquisiteur principal est le pasteur autocrate, Thomas Welde. Elle est finalement bannie de la colonie de la baie du Massachusetts après son jugement par l’Église pour hérésie et par le gouvernement pour avoir défié son autorité (mars 1638). Elle part pour le Rhode Island en 1638, suivie par 35 familles. Elle est tuée par les Indiens à Long Island. Vingt ans plus tard, Mary Dyer, la seule personne ayant témoigné en sa faveur lors du procès, revenue à la colonie, est pendue avec trois autres quakers pour « rébellion, sédition et s’être mêlée de manière présomptueuse de ce qui ne [la] regardait pas ».

## Hommages
- Anne Hutchinson est une des 39 convives attablées dans l'œuvre d’art contemporain The Dinner Party (1974-1979) de Judy Chicago[1].
- Elle est inscrite au National Women's Hall of Fame[2].

## Sources
- Howard Zinn, Une histoire populaire des États-Unis.